# CK無謀な挑戦状Case2 in 両国国技館〜ぶどうよりもマスカット!たわわに実った収穫祭〜
『CK無謀な挑戦状Case2 in 両国国技館〜ぶどうよりもマスカット！ たわわに実った収穫祭〜』（シーケーむぼうなちょうせんじょうインりょうごくこくぎかん〜ぶどうよりマスカット！たわわにみのったしゅうかくさい〜）は、C&Kの4枚目のライブDVDである。

## 概要
- 前作から約9ヵ月ぶりのライブBlu-ray/DVDである。
- 今作品は自身初のBlu-ray作品でもある。
- ワンマンライブ「C&K CK無謀な挑戦状Case2 in 両国国技館〜ぶどうよりもマスカット！ たわわに実った収穫祭〜」から2015年11月2日、3日に両国国技館で行われた公演の模様を収録。
- Blu-ray版には特典映像として、2日に行われたCK無謀な挑戦状Case2in両国国技館 〜収穫前夜祭！〜よりパーティ☆キング、ラブリーデイ、1日の向こう側の3曲を収録、副音声にオーディオコメンタリー「前回よりは、割とまともにLIVE関連の話もしている副音声」を収録。
- また、初回限定版には実際にC&Kがライブで着用していた衣装の欠片「恒例！数々のステージを共にした大切なゴールドスーツ衣装を本来は、大切にとっておくところを、ちぎっていれています！」を封入

## 収録映像曲

### DISC-1
1. C&KΦ
2. to di Bone
3. Dance With Me
4. ジャパンパン〜日本全国地元化計画〜
5. へべれけ宣言
6. 抱きしめたい
7. アイアイのうた〜僕とキミと僕等の日々〜
8. AM4:28 with KAKO
9. C&KV
10. RICH☆MAN（JARISEN×JARIJARI）
11. ※がある
12. パーティ☆キング
13. 歩きだせ
14. 心の糸
15. 両腕が翼ならば
16. にわとりのうた
17. MENDOKUSE
18. 踊LOCCA〜around the world 新たなる冒険〜
19. 終わりなき輪舞曲

### DISC-2
- アンコール

1. キミノ言葉デ
2. 愛を浴びて、僕がいる
3. 四池さんのマーチ
4. 梅雨明け宣言

### 特典映像
- CK無謀な挑戦状Case2in両国国技館 〜収穫前夜祭！〜

1. パーティ☆キング
2. ラブリーデイ
3. 一日の向こう側

### 副音声
1. 「前回よりは、割とまともにLIVE関連の話もしている副音声」